# セルゲイ・フィーリン

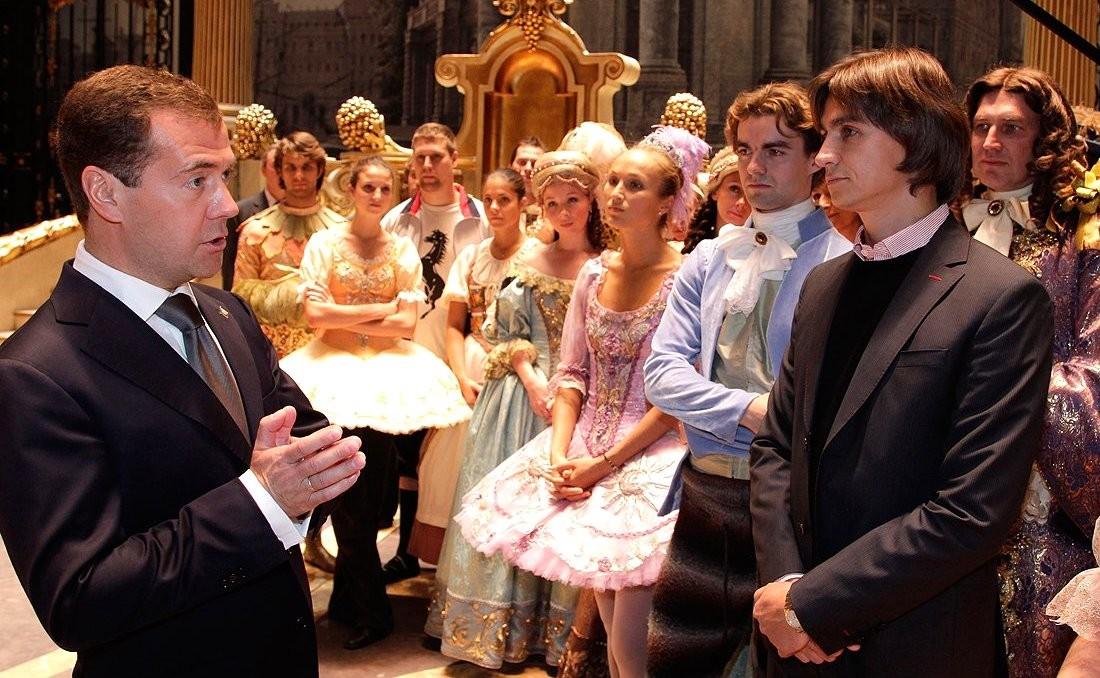
ドミートリー・メドヴェージェフ（左）とセルゲイ・フィーリン（右手前）、2011年9月20日、ボリショイ劇場にて

セルゲイ・フィーリン（露：Серге́й Юрьевич Фи́лин、英：Sergei Yurevitch Filin、1970年10月27日 - ）は、ロシアのバレエダンサー、バレエ指導者である。ボリショイ・バレエ団の主役級ダンサーとして活躍した後、モスクワ音楽劇場バレエ団の芸術監督を経て2011年3月18日にボリショイ・バレエ団の芸術監督に就任した。

## 経歴
モスクワ出身。バレエを始めたのは9歳のときで、ボリショイ・バレエ学校でアレクサンドル・プロコフィエフから指導を受けた。1989年にボリショイ・バレエ学校を卒業する際、モスクワ音楽劇場バレエ団から入団の誘いを受けた。バレエ学校の当時の校長で名教師として知られたソフィア・ゴロフキナに報告したところ、「あなたはボリショイ・バレエ団に行くのです」と言われて、ボリショイ・バレエ団に入団した。ボリショイ・バレエ団ではニコライ・シマチョフ、マリーナ・セミョーノワ、ニコライ・ファジェーチェフ の指導を受け、1990年にプリンシパルに昇格した。アンドレイ・ウヴァーロフと並んでボリショイ・バレエ団を代表するダンスール・ノーブルとして評価され、世界各国のバレエ・コンサートへの出演やロシア国外のバレエ団への客演も多かった。
フィーリンは豪快な跳躍や素早い連続回転などの力技で観客を圧倒するタイプのダンサーではなく、正確な基礎技術に支えられた細やかな踊りを特質としていた。そのため、精緻な足さばきなどが要求される19世紀デンマークの振付家、オーギュスト・ブルノンヴィルの作品を得意とするダンサーとして批評家から注目された。ブルノンヴィル作品以外では、『ジゼル』のアルブレヒトや『ライモンダ』のジャン・ド・ブリエンヌ、『白鳥の湖』のジークフリート王子などロマンティック・バレエやクラシック・バレエの役柄を得意とした。その一方で、ドミートリイ・ショスタコーヴィチ作曲の『明るい小川』（アレクセイ・ラトマンスキー再振付、2003年）では、トゥ・シューズにチュチュ姿の「バレリーナ」役でコミカルな一面を見せて好評を得た。
ボリショイ・バレエ団在団中の1988年から、ゴロフキナの指導のもとでロシア舞台芸術アカデミー振付インスティテュートに入会し、1991年に教員資格を取得して卒業した。2006年には、ロモソーノフ記念モスクワ国立大学を卒業した。2008年、38歳でダンサー生活に終止符を打ち、指導者の道を進むことになった。
2008年にモスクワ音楽劇場バレエ団の芸術監督に任命され、2011年までその地位を務めた。モスクワ音楽劇場バレエ団芸術監督在任中は毎月10公演を行い、新作を1作必ず上演するという目標を立ててその実行に努めた他、若手ダンサーの積極的な登用やイリ・キリアンやナチョ・ドゥアトなど新しい振付家の作品をレパートリーに導入するなど、バレエ団のレベルアップに取り組んだ。2011年3月18日、前任のユーリー・ブルラカに代わってボリショイ・バレエ団の芸術監督として5年間の契約を結んでいる。
フィーリンは数多くの賞を受けている。1994年に『眠れる森の美女』のデジレ王子役でブノワ賞を受賞したのを始め、1995年にはイタリアの「ダンツァ&ダンツァ」誌の「ダンサー・オヴ・ザ・イヤー」、2002年に「バレエ」誌の「ダンスの魂」賞、2004年に『明るい小川』での演技でゴールデン・マスク賞、2006年に「21世紀のスター」賞を受賞した。1996年にはロシア功労芸術家、2001年にはロシア人民芸術家に選ばれている。

## 襲撃事件
ボリショイ・バレエ団芸術監督就任後、フィーリンはクラシック・バレエの名作やユーリー・グリゴローヴィチなどのソビエト・バレエの傑作などの他に、20世紀後半から21世紀に至るバレエの斬新なレパートリーを上演する方針を打ち出した。ただし、ダンサーの昇進や配役などをめぐって強引な手法を使ったと伝えられるなど、バレエ団の運営に関して対立を抱えていた。2012年の年末頃からは、脅迫電話や車のタイヤを切り裂かれるなど、周辺で不審な出来事がたびたび起こっていた。
2013年1月17日の深夜、フィーリンはモスクワ市内にある自宅へ帰宅途中に何者かの襲撃を受けた。自宅付近で顔を覆った人物に襲われたためフィーリンは逃げようとしたが、その男は追いかけてきて顔に強酸性の薬品をかけた。フィーリンは顔や角膜に重度のやけどを負った。警察当局はバレエ団運営上のトラブルが原因と見ているが、私生活のトラブルも視野に入れて刑事事件として捜査を始めた。
ボリショイ・バレエ団の関係者は、この事件に大きな衝撃を受けた。プリマ・バレリーナの1人、ニーナ・カプツォーワ（ru:Капцова, Нина Александровна）は「フィーリン氏は品行方正で公明正大な人だったため、誰からも愛されていた」と話し、ボリショイ・バレエ団に所属していた岩田守弘は自分のブログに「悲しくて残念でなりません。彼の一日でも早い復帰を、心から祈っています。」と書いた。ボリショイ・バレエ団の元芸術監督で振付家のアレクセイ・ラトマンスキーは、「今回の事件は偉大なる劇場の真の悲劇だ。セリョージャよ、すぐに元気になって気丈に乗り切ってくれ!」と語っている。
フィーリンは角膜に重度のやけどを負っていたため一時は失明の恐れがあったが、ドイツ・アーヘンの病院で22回の眼科手術と組織移植を受け、その後医師からは一定の視力確保の見通しが示されたという。ボリショイ・バレエ団の芸術監督代行は、かつて同バレエ団でプリマ・バレリーナを務めていたガリーナ・ステパネンコが務めることとなった。2013年9月17日、職務に復帰した。その後も治療を続けているが、左目が8割見える状態、右目が指を見分けられる状態に回復したという。
2013年3月5日、実行犯、犯行を指示したボリショイ・バレエ団のソリストで元準主役級ダンサーのパーヴェル・ドミトリチェンコ（ru:Дмитриченко, Павел Витальевич）、運転手役の3人の男が逮捕された。ドミトリチェンコはフィーリンの襲撃を計画したことは認めているが、硫酸をかけるように指示はしていないと供述し、実行犯も「硫酸を使ったのは自分の案で、ドミトリチェンコには伝えていなかった」としている。なお、犯行後、実行犯はドミトリチェンコから5万ルーブルの報酬を受け取っていた。動機については、ドミトリチェンコは「配役が不満だった」と述べており、ドミトリチェンコの恋人のダンサーであるアンジェリーナ・ヴォロンツォーワ（ru:Воронцова, Анжелина Эрнестовна）が2012年暮れに「白鳥の湖」の主役・オデット姫役を要望したが、太り気味だったためフィーリンに「鏡を見てみろ、それがオデットか」と断られたことが怨恨の原因ではないかとされている。
2013年12月3日、モスクワの裁判所はドミトリチェンコに懲役6年、実行犯に懲役10年、運転手役に懲役4年の判決を言い渡した。